# Concierto elegíaco
Concierto elegíaco (concerto élégiaque en espagnol) est une œuvre pour guitare et orchestre écrite par le compositeur cubain Leo Brouwer en 1986.

## Histoire
Il s'agit du troisième concerto composé par Leo Brouwer, après un premier concerto pour guitare en 1973 et un second, intitulé Concierto de Lieja, en 1981. Il suit cependant une autre œuvre pour guitare et orchestre, From yesterday to Penny Lane, de 1985. Il sera suivi de sept autres concertos.
Le concerto reprend des motifs de la musique afro-cubaine, ainsi que des motifs d'œuvres antérieures de Brouwer, recourant ainsi à l'autocitation. Le premier et le troisième mouvements font contraster deux motifs, utilisant le principe du leitmotiv à la manière de César Franck, tandis que le mouvement central est presque un solo de guitare.  
C'est l'un des concertos les plus joués du compositeur.

## Mouvements
1. Tranquilo
2. Interludio
3. Finale (Toccata)

## Discographie
- Julian Bream,  Rodrigo: Fantasía Para Un Gentilhombre - Brouwer: Concerto Elegiaco, RCA Victor Red Seal – RD87718, 1988
  - Guitar Concertos, RCA Victor Gold Seal – 09026 61605 2, BMG Classics, 1993
- Ricardo Cobo, Leo Brouwer: Guitar Concertos No 3 & 4, Pro Musica Kiev, Richard Kapp, ESS.A.Y Recordings – CD1040, 1995
- Denis Sung-Hô, Leo Brouwer: Concierto Elegiaco - Danzas Concertantes - Quintet, Chapelle Musicale de Tournai, Philippe Gérard, Quatuor Alfama, Fuga Libera – FUG524, 2007
- Marc Jaby, Leo Brouwer - Concerto N°3 Elegiaco, Orchestre Gam , Direction : François Legée, Collection Co And Co – none, 2012
- Stein-Erik Olsen, Three Guitar Concertos, Simax Classics – PSC1313, 2014